# Montréjeau
Montréjeau (okcitansko Mourrejaou) je naselje in občina v južnem francoskem departmaju Haute-Garonne regije Jug-Pireneji. Leta 2008 je naselje imelo 2.738 prebivalcev.

## Geografija
Naselje leži v pokrajini Comminges ob izlivu reke Neste v Garono, 14 km vzhodno od Saint-Gaudensa.

## Uprava
Montréjeau je sedež istoimenskega kantona, v katerega so poleg njegove vključene še občine Ausson, Balesta, Bordes-de-Rivière, Boudrac, Cazaril-Tambourès, Clarac, Cuguron, Le Cuing, Franquevielle, Lécussan, Loudet, Ponlat-Taillebourg, Saint-Plancard, Sédeilhac, Les Tourreilles in Villeneuve-Lécussan s 7.389 prebivalci.
Kanton Montréjeau je sestavni del okrožja Saint-Gaudens.

## Zgodovina
Naselbina je bila ustanovljena kot srednjeveška bastida leta 1272, pod francoskim kraljem Filipom III.

## Zanimivosti
- cerkev sv. Janeza Krstnika iz 13. stoletja, z osmerokotnim zvonikom, iz 17. in 18. stoletja,
- neorenesančni dvorec Château de Valmirande iz 19. in 20. stoletja.